# Black Gold
Black Gold es una película dramática de 2011 coproducida y dirigida por Jeta Amata. Fue reeditada en 2012 con el título de Black November, con el 60% de las escenas filmadas nuevamente y escenas adicionales incluidas para hacer la película "más actual". Fue filmada en Nigeria y Estados Unidos, en locaciones del Delta del Níger y Los Ángeles, respectivamente.

## Sinopsis
La lucha de una comunidad local del Delta del Níger contra su propio gobierno y una corporación petrolera multinacional que ha saqueado sus tierras y destruido el medio ambiente.

## Elenco
- Billy Zane[3]
- Tom Sizemore como el detective Brandano
- Hakeem Kae-Kazim como Dede
- Vivica A. Fox como Jackie
- Eric Roberts
- Sarah Wayne Callies como Kate Summers
- Michael Madsen
- Mickey Rourke como Craig Hudson
- Mbong Amata como Ebiere (como Mbong Odungide)
- Shanna Malcolm como doliente / manifestante